# Darius Rucker
Darius Rucker (Charleston, 13 mei 1966) is een Amerikaanse zanger. 

## Biografie
Rucker studeerde aan de Universiteit van South Carolina. Daar richtte hij met drie medestudenten in 1989 de pop- en rockband Hootie & the Blowfish op. In 1991 kwam er een EP uit. Met het in 1994 verschenen debuutalbum Cracked Rear View kreeg de band grotere bekendheid. Er werden meer dan zestien miljoen exemplaren van verkocht. Het album bereikte vijfmaal de toppositie van de Billboard 200. De band viel bij de 38e uitreiking van de Grammy Awards in de prijzen in de categorie 'Best New Artist' en 'Best Pop Vocal Performance'. Nadat er nog enkele albums verschenen, ging Rucker ook aan het werk als soloartiest.
De artiest bracht in die hoedanigheid in 2002 een r&b-album uit. In 2008 volgde een countryalbum onder de titel Learn to Live. Het eerste nummer daarvan, Don't Think I Don't Think About It behaalde de toppositie van de Hot Country Songs-hitlijst. Daarmee werd Rucker de eerste Afro-Amerikaan die met zijn muziek die plek behaalde sinds Charley Pride in 1983. De van hetzelfde album afkomstige nummers It Won't Be Like This for Long en Alright zouden later dezelfde positie bereiken. Het gehele album zou prijken bovenaan de Country Albums-ranglijst. In 2009 won Rucker een Country Music Association Award.
Ook enkele van Ruckers latere singles en albums zouden de toppositie van de countrylijsten bereiken. Het in 2013 verschenen, mede door Bob Dylan geschreven nummer Wagon Wheel deed dat bijvoorbeeld en behaalde ook de vijftiende plek in de Billboard Hot 100. In 2013 werd er een straat naar Rucker vernoemd in zijn geboorteplaats. Bij de 56e uitreiking van de Grammy Awards viel Rucker in de prijzen in de categorie 'Beste country solo-optreden van het jaar'.
In 2023 kreeg Rucker een ster op de Hollywood Walk of Fame. Zijn boek Life's Too Short: A Memoir kwam uit in 2024.

## Albums
Solo
- 2002: Back to Then
- 2008: Learn to Live
- 2010: Charleston, SC 1966

- 2013: True Believers
- 2014: Home for the Holidays
- 2015: Southern Style

- 2017: When Was the Last Time
- 2023: Carolyn’s Boy